# Элма (компания)

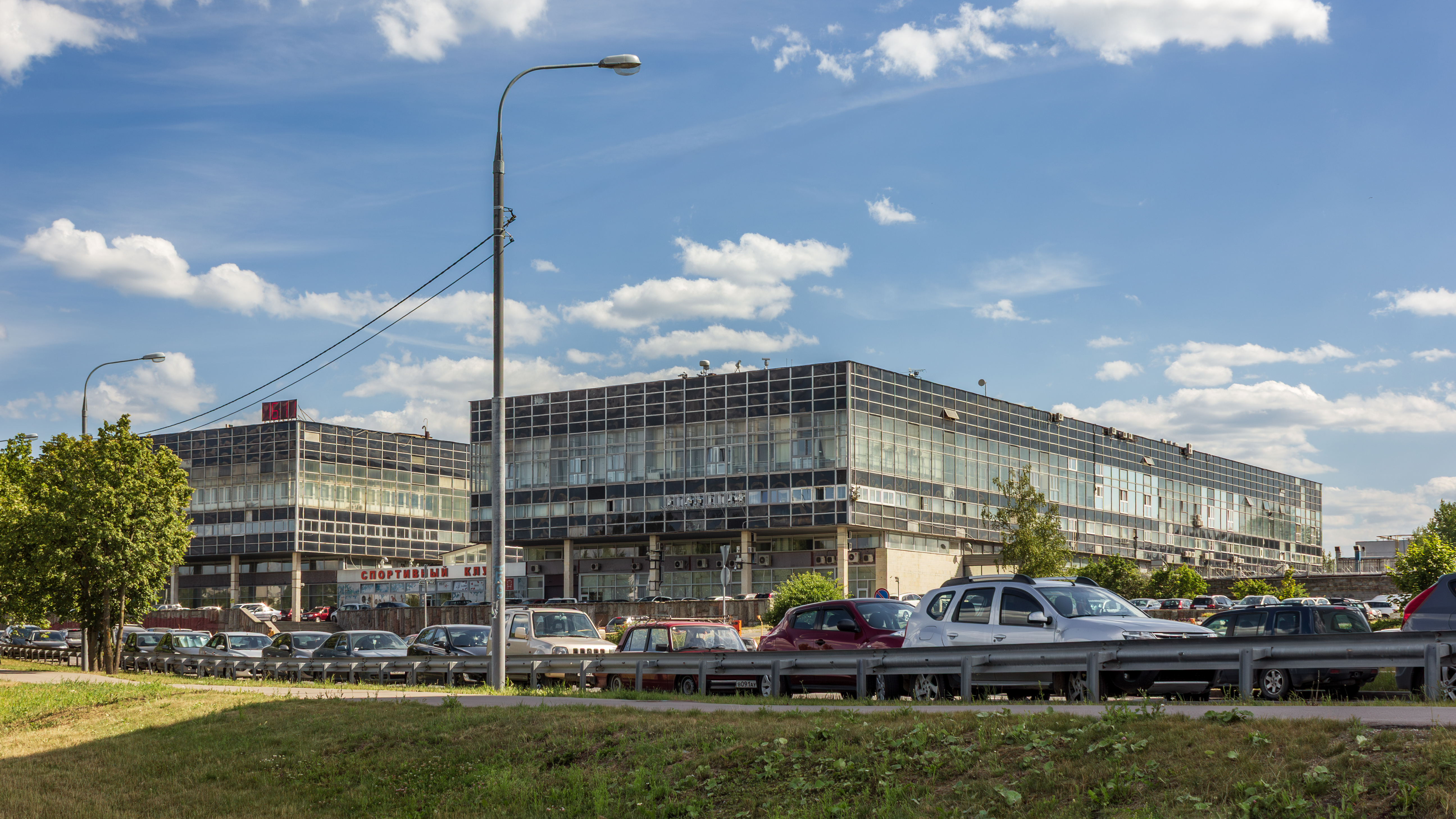
Два из четырёх корпусов завода «Элма»

«ЭЛМА» (также «ЭЛМА групп») — советская и российская компания, изначально известная как производитель материалов для электронной промышленности (в основном кремниевых пластин), с 2008 года специализируется на управлении и эксплуатации офисной, производственной и складской недвижимости.

## История
Основана в 1963 году в Зеленограде как завод «Элма», акционирована в 1995 году.
В 1997—1998 годах один из четырёх корпусов завода был выкуплен правительством Москвы для создания Зеленоградского технопарка (ОАО «Технопарк-Зеленоград»).
В 2007 году после длительного кризиса, вызванного технологическим отставанием и нехваткой сырья, компания была выкуплена ОАО «Московский электроламповый завод» (МЭЛЗ), и уже в 2008 году большая часть оборудования была демонтирована, а часть сотрудников уволена. Оставшиеся три корпуса завода были преобразованы в индустриальный парк, предоставляющий инфраструктуру для офисных, производственных и складских помещений.
В том же году именно в данный индустриальный парк переехало всё производство, которое было решено сохранить в рамках вывода ОАО «МЭЛЗ» с территории Москвы — ООО «МЭЛЗ ФЭУ» (производство фотоэлектронных умножителей) и ООО «МЭЛЗ-ЭВП» (производство электронно-вакуумные приборы и приборов ночного видения).
В 2012-2016 году география работы компании значительно расширилась через присоединение площадок в Москве, Домодедово, Ржеве и Ростове-на-Дону.

## Структура
- Офисно-складской комплекс «Выборгская 22» (Москва) — основан в 2011 году как логопарк «ЭЛМА Север» на базе имущественного комплекса компании «Русский продукт», присоединён в 2012 году, главный офис компании по состоянию на 2019 год.
- Технопарк «ЭЛМА» (Зеленоград) — исторически первая площадка, юридический адрес компании по состоянию на 2019 год.
- Бизнес-парк «ГПZ» (Ростов-на-Дону) — основан в 2009 году как бизнес-парк «Западный» на базе имущественного комплекса подшипникового завода «ГПЗ-10», присоединён в 2012 году.
- Индустриальный парк «ЭЛТРА» (Ржев) — присоединён в 2015 году.
- Бизнес-парка «Метако» (Домодедово) — на базе имущественного комплекса завода металлоконструкций «Метако», присоединён в 2016 году.